# Найкращі гравці чемпіонатів світу з хокею із шайбою
З 1954 року директорат ІІХФ визначає найкращих гравців чемпіонату світу. Першими лауреатами стали: воротар Дон Локхарт (Канада), захисник Ларс Б'єрн (Швеція) та нападник Всеволод Бобров (СРСР).
По п'ять разів найкращими на чемпіонатах світу обиралися чехословацький воротар Їржі Голечек (1971, 1973, 1975, 1976, 1978) та захисник збірної СРСР В'ячеслав Фетісов (1978, 1982, 1985, 1986, 1989). По чотири рази приз «найкращого воротаря» вигравали канадець Сет Мартін (1961, 1963, 1964, 1966) та Владислав Третьяк (1974, 1979, 1981, 1983). Радянські хокеїсти Анатолій Фірсов та Олександр Мальцев визнавалися «найкращим нападником чемпіонату світу» по три рази (відповідно 1967, 1968, 1971 та 1970, 1972 1981).
В 1971 році «найкращим захисником» було названо двох гравців: Яна Сухого (Чехословаччина) та Ілпо Коскелу (Фінляндія). У 1979 році була визначена «символічна збірна»: воротар Владислав Третьяк (СРСР); захисники Валерій Васильєв (СРСР), Їржі Бубла (Чехословаччина); нападники Борис Михайлов (СРСР), Сергій Макаров (СРСР) та Вілф Пейман (Канада). Приз «найкращого нападника» чемпіонату світу 1992 отримали швед Матс Сундін та фін Яркко Варвіо.
З 1999 року визначається і «найцінніший гравець чемпіонату» (MVP). Першим лауреатом нагороди став нападник збірної Фінляндії Теему Селянне.

## 1954–1998
| Рік  | Воротар           | Захисник                    | Нападник                                  |
| ---- | ----------------- | --------------------------- | ----------------------------------------- |
| 1954 | Дон Локгарт       | Ларс Бйорн                  | Всеволод Бобров                           |
| 1955 | Дон Рігазіо       | Карел Гут                   | Білл Варвік                               |
| 1956 | Віллард Айкола    | Микола Сологубов            | Джек Маккензі                             |
| 1957 | Карел Страка      | Микола Сологубов            | Свен Тумба-Юханссон                       |
| 1958 | Владімір Надрхал  | Іван Трегубов               | Чарлі Бернс                               |
| 1959 | Микола Пучков     | Жан-Поль Ламіран            | Роберт Клірі                              |
| 1960 | Джек Маккартен    | Микола Сологубов            | Нільс Нільссон                            |
| 1961 | Сет Мартін        | Іван Трегубов               | Властіміл Бубник                          |
| 1962 | Леннарт Хеггрут   | Джон Маясич                 | Свен Тумба-Юханссон                       |
| 1963 | Сет Мартін        | Роланд Стольц               | Мирослав Влах                             |
| 1964 | Сет Мартін        | Франтішек Тікал             | Едуард Іванов                             |
| 1965 | Владімір Дзурілла | Франтішек Тікал             | В'ячеслав Старшинов                       |
| 1966 | Сет Мартін        | Олександр Рагулін           | Костянтин Локтєв                          |
| 1967 | Карл Ветцель      | Віталій Давидов             | Анатолій Фірсов                           |
| 1968 | Кен Бродерік      | Йозеф Хорешовський          | Анатолій Фірсов                           |
| 1969 | Лейф Холмквіст    | Ян Сухий                    | Ульф Стернер                              |
| 1970 | Урпо Ілонен       | Леннарт Сведберг            | Олександр Мальцев                         |
| 1971 | Їржі Голечек      | Ян Сухий Ілпо Коскела       | Анатолій Фірсов                           |
| 1972 | Йорма Валтонен    | Франтішек Поспішил          | Олександр Мальцев                         |
| 1973 | Їржі Голечек      | Валерій Васильєв            | Борис Михайлов                            |
| 1974 | Владислав Третьяк | Ларс-Ерік Шеберг            | Вацлав Недоманський                       |
| 1975 | Їржі Голечек      | Пекка Мар'ямякі             | Олександр Якушев                          |
| 1976 | Їржі Голечек      | Франтішек Поспішил          | Владімір Мартінець                        |
| 1977 | Горан Хегюста     | Валерій Васильєв            | Хельмут Балдеріс                          |
| 1978 | Їржі Голечек      | В'ячеслав Фетісов           | Марсель Діонн                             |
| 1979 | Владислав Третьяк | Валерій Васильєв Їржі Бубла | Сергій Макаров Борис Михайлов Вілф Пейман |
| 1981 | Петер Ліндмарк    | Леррі Робінсон              | Олександр Мальцев                         |
| 1982 | Їржі Кралік       | В'ячеслав Фетісов           | Віктор Шалімов                            |
| 1983 | Владислав Третьяк | Олексій Касатонов           | Їржі Лала                                 |
| 1985 | Їржі Кралік       | В'ячеслав Фетісов           | Сергій Макаров                            |
| 1986 | Петер Ліндмарк    | В'ячеслав Фетісов           | Володимир Крутов                          |
| 1987 | Домінік Гашек     | Крейг Гартсбург             | Володимир Крутов                          |
| 1989 | Домінік Гашек     | В'ячеслав Фетісов           | Браян Беллоуз                             |
| 1990 | Артур Ірбе        | Михайло Татаринов           | Стів Айзерман                             |
| 1991 | Маркус Кеттерер   | Джеймс Макоун               | Валерій Каменський                        |
| 1992 | Томмі Седерстрем  | Роберт Швегла               | Матс Сундін Яркко Варвіо                  |
| 1993 | Петр Бржиза       | Ілля Бякін                  | Ерік Ліндрос                              |
| 1994 | Білл Ренфорд      | Магнус Свенссон             | Пол Карія                                 |
| 1995 | Ярмо Мюллюс       | Крістер Ольссон             | Саку Койву                                |
| 1996 | Роман Турек       | Олексій Житник              | Пол Карія                                 |
| 1997 | Томмі Сало        | Роб Блейк                   | Майк Нюландер                             |
| 1998 | Арі Суландер      | Франтішек Кучера            | Петер Форсберг                            |

## З 1999 року
| Рік  | Воротар             | Захисник           | Нападник             | Найцінніший гравець |
| ---- | ------------------- | ------------------ | -------------------- | ------------------- |
| 1999 | Томмі Сало          | Франтішек Кучера   | Саку Койву           | Теему Селянне       |
| 2000 | Роман Чехманек      | Петтері Нуммелін   | Мірослав Шатан       | Мартін Прохазка     |
| 2001 | Мілан Гнілічка      | Кім Юнссон         | Самі Капанен         | Давид Моравець      |
| 2002 | Максим Соколов      | Даніель Тярнквіст  | Ніклас Хагман        | Мірослав Шатан      |
| 2003 | Шон Бурк            | Джей Боумістер     | Матс Сундін          | Матс Сундін         |
| 2004 | Тай Конклін         | Дік Тернстрем      | Дені Гітлі           | Дені Гітлі          |
| 2005 | Томаш Вокоун        | Вейд Редден        | Олексій Ковальов     | Джо Торнтон         |
| 2006 | Юган Гольмквіст     | Ніклас Кронвалль   | Сідні Кросбі         | Ніклас Кронвалль    |
| 2007 | Карі Лехтонен       | Андрій Марков      | Олексій Морозов      | Рік Неш             |
| 2008 | Євген Набоков       | Брент Бернс        | Дені Гітлі           | Дені Гітлі          |
| 2009 | Андрій Мезін        | Ші Вебер           | Ілля Ковальчук       | Ілля Ковальчук      |
| 2010 | Денніс Ендрас       | Петтері Нуммелін   | Павло Дацюк          | Денніс Ендрас       |
| 2011 | Віктор Фаст         | Алекс П'єтранджело | Яромір Ягр           | Віктор Фаст         |
| 2012 | Ян Лацо             | Здено Хара         | Євген Малкін         | Євген Малкін        |
| 2013 | Юнас Енрот          | Роман Йозі         | Петрі Контіола       | Роман Йозі          |
| 2014 | Сергій Бобровський  | Сет Джонс          | Віктор Тихонов       | Пекка Рінне         |
| 2015 | Пекка Рінне         | Брент Бернс        | Джейсон Спецца       | Яромір Ягр          |
| 2016 | Мікко Коскінен      | Майк Матесон       | Патрік Лайне         | Патрік Лайне        |
| 2017 | Андрій Василевський | Денніс Зайденберг  | Артемій Панарін      | Вільям Нюландер     |
| 2018 | Фредерік Андерсен   | Йон Клінгберг      | Себастьян Аго        | Патрік Кейн         |
| 2019 | Андрій Василевський | Філіп Гронек       | Микита Кучеров       | Марк Стоун          |
| 2021 | Кел Петерсен        | Моріц Зайдер       | Петер Цегларик       | Ендрю Манджапане    |
| 2022 | Юго Олкінуора       | Мікко Легтонен     | Роман Червенка       | Юго Олкінуора       |
| 2023 | Артурс Шиловс       | Маккензі Вігар     | Джон-Джейсон Петерка | Артурс Шиловс       |
| 2024 | Лукаш Достал        | Роман Йозі         | Кевін Фіала          | Кевін Фіала         |
| 2025 | Леонардо Дженоні    | Зак Веренскі       | Давід Пастрняк       | Леонардо Дженоні    |